# Списак председника СФР Југославије
Списак шефова државе Социјалистичке Федеративне Републике Југославије (СФРЈ) и раније Федеративне Народне Републике Југославије (ФНРЈ) од 1945. до 1963.

## Председник Президијума ФНРЈ
| рб | портрет | име и презиме        | мандат          | мандат            | мандат             | мандат             | укупно трајање мандата | партија                          | напомена | реф. |
| рб | портрет | име и презиме        | бр              | почетак           | крај               | трајање            | укупно трајање мандата | партија                          | напомена | реф. |
| -- | ------- | -------------------- | --------------- | ----------------- | ------------------ | ------------------ | ---------------------- | -------------------------------- | -------- | ---- |
| 1  |         | Иван Рибар 1981—1968 | 1               | 1. децембар 1945. | 24. април 1950.    | 4 године, 145 дана | 7 година, 44 дана      | Комунистичка партија Југославије |          |      |
| 1  | 2       | Иван Рибар 1981—1968 | 24. април 1950. | 14. јануар 1953.  | 2 године, 265 дана |                    | 7 година, 44 дана      | Комунистичка партија Југославије |          |      |

## Председник Републике
| рб | портрет | име и презиме             | мандат           | мандат           | мандат             | мандат                            | укупно трајање мандата | партија                                                                | напомена |
| рб | портрет | име и презиме             | рб               | почетак          | крај               | трајање                           | укупно трајање мандата | партија                                                                | напомена |
| -- | ------- | ------------------------- | ---------------- | ---------------- | ------------------ | --------------------------------- | ---------------------- | ---------------------------------------------------------------------- | -------- |
| 1  |         | Јосип Броз Тито 1892—1980 | 1                | 14. јануар 1953. | 29. јануар 1954.   | 1 година, 15 дана                 | 27 година, 111 дана    | Комунистичка партија Југославије (до 1952) Савез комуниста Југославије |          |
| 1  | 2       | Јосип Броз Тито 1892—1980 | 29. јануар 1954. | 19. април 1958.  | 4 године, 80 дана  |                                   | 27 година, 111 дана    | Комунистичка партија Југославије (до 1952) Савез комуниста Југославије |          |
| 1  | 3       | Јосип Броз Тито 1892—1980 | 19. април 1958.  | 30. јун 1963.    | 5 година, 72 дана  |                                   | 27 година, 111 дана    | Комунистичка партија Југославије (до 1952) Савез комуниста Југославије |          |
| 1  | 4       | Јосип Броз Тито 1892—1980 | 30. јун 1963.    | 17. мај 1967.    | 3 године, 321 дан  |                                   | 27 година, 111 дана    | Комунистичка партија Југославије (до 1952) Савез комуниста Југославије |          |
| 1  | 5       | Јосип Броз Тито 1892—1980 | 17. мај 1967.    | 29. јул 1971.    | 4 године, 29 дана  |                                   | 27 година, 111 дана    | Комунистичка партија Југославије (до 1952) Савез комуниста Југославије |          |
| 1  | 6       | Јосип Броз Тито 1892—1980 | 29. јул 1971.    | 16. мај 1974.    | 2 године, 291 дан  |                                   | 27 година, 111 дана    | Комунистичка партија Југославије (до 1952) Савез комуниста Југославије |          |
| 1  | 7       | Јосип Броз Тито 1892—1980 | 16. мај 1974.    | 4. мај 1980.     | 5 година, 354 дана | изабран за доживотног председника | 27 година, 111 дана    | Комунистичка партија Југославије (до 1952) Савез комуниста Југославије |          |

## Председник Председништва СФРЈ
| сазив      | рб | портрет           | име и презиме                | мандат            | мандат            | мандат             | партија                                                                   | република/покрајина           | напомена                                                 | реф.  |
| сазив      | рб | портрет           | име и презиме                | почетак           | крај              | трајање            | партија                                                                   | република/покрајина           | напомена                                                 | реф.  |
| ---------- | -- | ----------------- | ---------------------------- | ----------------- | ----------------- | ------------------ | ------------------------------------------------------------------------- | ----------------------------- | -------------------------------------------------------- | ----- |
| 1971—1974. | 1  | 121x121пискел     | Јосип Броз Тито 1892—1980    | 29. јул 1971.     | 16. мај 1974.     | 2 године, 291 дан  | Савез комуниста Југославије                                               | —                             | истовремено председник Републике                         | [ 1 ] |
| 1974—1979. | 1  | 121x121пискел     | Јосип Броз Тито 1892—1980    | 16. мај 1974.     | 15. мај 1979.     | 4 године, 364 дана | Савез комуниста Југославије                                               | —                             | истовремено председник Републике                         | [ 1 ] |
| 1979—1984. | 1  | 121x121пискел     | Јосип Броз Тито 1892—1980    | 15. мај 1979.     | 4. мај 1980.      | 355 дана           | Савез комуниста Југославије                                               | —                             | истовремено председник Републике                         | [ 1 ] |
| 1979—1984. | 2  | 121x121пискел     | Лазар Колишевски 1914—2000   | 4. мај 1980.      | 15. мај 1980.     | 11 дана            | Савез комуниста Југославије; Савез комуниста Македоније                   | СР Македонија                 | преузео дужност као актуелни потпредседник Председништва |       |
| 1979—1984. | 3  |                   | Цвијетин Мијатовић 1913—1993 | 15. мај 1980.     | 15. мај 1981.     | 1 година, 0 дана   | Савез комуниста Југославије; Савез комуниста Босне и Херцеговине          | СР Босна и Херцеговина        |                                                          |       |
| 1979—1984. | 4  | Сергеј Крајгер    | Сергеј Крајгер 1914—2001     | 15. мај 1981.     | 15. мај 1982.     | 1 година, 0 дана   | Савез комуниста Југославије; Савез комуниста Словеније                    | СР Словенија                  |                                                          |       |
| 1979—1984. | 5  | Петар Стамболић   | Петар Стамболић 1912—2007    | 15. мај 1982.     | 15. мај 1983.     | 1 година, 0 дана   | Савез комуниста Југославије; Савез комуниста Србије                       | СР Србија                     |                                                          |       |
| 1979—1984. | 6  | Мика Шпиљак       | Мика Шпиљак 1916—2007        | 15. мај 1983.     | 15. мај 1984.     | 1 година, 0 дана   | Савез комуниста Југославије; Савез комуниста Хрватске                     | СР Хрватска                   |                                                          |       |
| 1984—1989. | 7  | Веселин Ђурановић | Веселин Ђурановић 1925—1997  | 15. мај 1984.     | 15. мај 1985.     | 1 година, 0 дана   | Савез комуниста Југославије; Савез комуниста Црне Горе                    | СР Црна Гора                  |                                                          |       |
| 1984—1989. | 8  |                   | Радован Влајковић 1922—2001  | 15. мај 1985.     | 15. мај 1986.     | 1 година, 0 дана   | Савез комуниста Југославије; Савез комуниста Војводине                    | САП Војводина                 |                                                          |       |
| 1984—1989. | 9  | Синан Хасани      | Синан Хасани 1922—2010       | 15. мај 1986.     | 15. мај 1987.     | 1 година, 0 дана   | Савез комуниста Југославије; Савез комуниста Косова                       | САП Косово                    |                                                          |       |
| 1984—1989. | 10 |                   | Лазар Мојсов 1920—2011       | 15. мај 1987.     | 15. мај 1988.     | 1 година, 0 дана   | Савез комуниста Југославије; Савез комуниста Македоније                   | СР Македонија                 |                                                          |       |
| 1984—1989. | 11 |                   | Раиф Диздаревић 1926         | 15. мај 1988.     | 15. мај 1989.     | 1 година, 0 дана   | Савез комуниста Југославије; Савез комуниста Босне и Херцеговине          | СР Босна и Херцеговина        |                                                          |       |
| 1989—1992. | 12 | Јанез Дрновшек    | Јанез Дрновшек 1950—2008     | 15. мај 1989.     | 15. мај 1990.     | 1 година, 0 дана   | Савез комуниста Југославије; Савез комуниста Словеније (до фебруара 1990) | СР Словенија (до марта 1990)  |                                                          |       |
| 1989—1992. | 12 | Јанез Дрновшек    | Јанез Дрновшек 1950—2008     | 15. мај 1989.     | 15. мај 1990.     | 1 година, 0 дана   | Савез комуниста Словеније – Странка демократских реформи                  | Република Словенија           |                                                          |       |
| 1989—1992. | 13 | Борисав Јовић     | Борисав Јовић 1928—2021      | 15. мај 1990.     | 15. мај 1991.     | 1 година, 0 дана   | Савез комуниста Србије (до јула 1990)                                     | СР Србија (до септембра 1990) |                                                          |       |
| 1989—1992. | 13 | Борисав Јовић     | Борисав Јовић 1928—2021      | 15. мај 1990.     | 15. мај 1991.     | 1 година, 0 дана   | Социјалистичка партија Србије                                             | Република Србија              |                                                          |       |
| 1989—1992. | /  |                   | Сејдо Бајрамовић 1927—1993   | 15. мај 1991.     | 30. јун 1991.     | 46 дана            | Социјалистичка партија Србије                                             | АП Косово                     | неформални вршилац дужности                              |       |
| 1989—1992. | 14 | Стјепан Месић     | Стјепан Месић 1934           | 30. јун 1991.     | 5. децембар 1991. | 185 дана           | Хрватска демократска заједница                                            | Хрватска                      |                                                          |       |
| 1989—1992. | /  |                   | Бранко Костић 1939—2020.     | 5. децембар 1991. | 15. јун 1992.     | 193 дана           | Демократска партија социјалиста Црне Горе                                 | Република Црна Гора           | вршилац дужности као потпредседник                       |       |